# Krusbärskremla
Krusbärskremla (Russula queletii) är en svampart som beskrevs av Fr. 1872. Krusbärskremla ingår i släktet kremlor och familjen kremlor och riskor.  Arten är reproducerande i Sverige. Inga underarter finns listade i Catalogue of Life.
Arten är uppkallad efter den franske mykologen Lucien Quélet.

## Källor

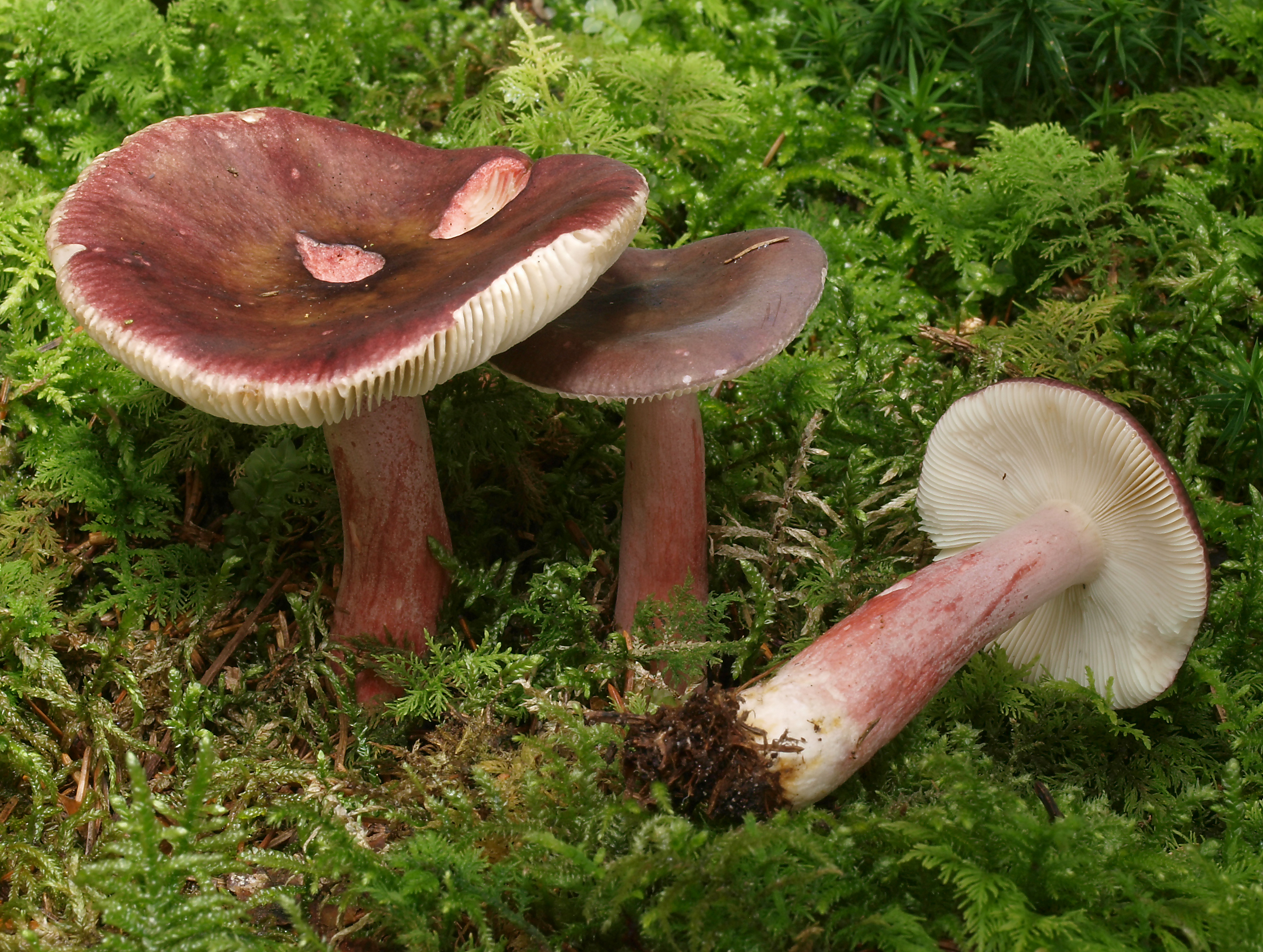